# (4991) Hansuess
(4991) Hansuess (1981 EU29) – planetoida z pasa głównego asteroid okrążająca Słońce w ciągu 5,19 lat w średniej odległości 2,99 j.a. Odkryta 1 marca 1981 roku.